# Norbert Lopper
Norbert Lopper (* 4. Juli 1919 in Wien, Österreich; † 18. April 2015 ebenda) war ein österreichischer Fußballspieler und späterer Fußballfunktionär.

## Leben
Lopper wuchs in einfachen Verhältnissen in einer gemäßigt religiösen, jüdischen Familie mit zwei Schwestern und zwei Brüdern auf. Seine Mutter war Kürschnerin und sein Vater Kriegsinvalide. Er spielte schon früh in Vereinen Fußball, zunächst beim Fußballverein Sparta Wien, dann wechselte er 1935/1936 in die Jugendmannschaft von Hakoah Wien und spielte dort ab 1937 in der zweiten Herren-Mannschaft als rechter Außenläufer. Aufgrund seiner jüdischen Abstammung sah sich Lopper gezwungen, im Juni 1938, nach dem Anschluss Österreichs an das Deutsche Reich, nach Belgien zu fliehen. In Brüssel spielte er im jüdischen Fußballverein Étoile, später zusätzlich bei Maccabi Bruxelles und verdiente so seinen Lebensunterhalt. Im Mai 1940 flüchtete er vor der näherrückenden Wehrmacht mit seiner aus Berlin stammenden jüdischen Freundin Rebecca Cige und deren Eltern nach Toulouse in Frankreich. Da diese viel Besitz in Brüssel zurückgelassen hatten, ließ sich Lopper zur Rückkehr überreden, statt über die Pyrenäen nach Spanien zu flüchten. Zurück in Brüssel heiratete er 1941 seine Verlobte. Kurz nach der Hochzeit wurde das Paar im August 1942 in das Konzentrationslager Auschwitz  deportiert. Loppers Frau und viele weitere seiner Angehörigen wurden im KZ Auschwitz-Birkenau ermordet. Er selbst wurde im KZ schwer gefoltert und kam im Jänner 1945 auf einen Todesmarsch nach Gleiwitz, wo sich vier Nebenlager des Konzentrationslagers Auschwitz I befanden, danach in andere Lager in Deutschland. Nach einem Fluchtversuch wurde er in das Konzentrationslager Mauthausen verlegt, das im Mai 1945 von amerikanischen Truppen befreit wurde.
Danach kehrte Lopper nach Belgien zurück. Die angestrebte Wiederaufnahme seiner Fußballkarriere war ihm nach den erlittenen Folterverletzungen nicht mehr möglich. Im Dezember 1947 kehrte Lopper nach Wien zurück, wo er 1954 den ersten Anhängerklub von Austria Wien gründete. Nachdem er 1956 zum Klubsekretär von Austria Wien ernannt wurde, übte er diese Funktion, die heute mit dem Tätigkeitsbereich eines Sportdirektors vergleichbar wäre, bis 1983 aus. Norbert Lopper gilt als Entdecker von Herbert Prohaska und veranlasste dessen Wechsel von Ostbahn XI zu Austria Wien.